# Trogia
Trogia is een geslacht van schimmels behorend tot de orde Agaricales. De typesoort is Trogia aplorutis.

## Soorten
Volgens Index Fungorum telt het geslacht 75 soorten (peildatum januari 2023):
| Soortnaam                | Auteur(s)                          | Publicatiejaar |
| ------------------------ | ---------------------------------- | -------------- |
| Trogia alba              | Corner                             | 1966           |
| Trogia aphylla           | Corner                             | 1966           |
| Trogia aplorutis         | (Mont.) Fr.                        | 1836           |
| Trogia aquosa            | Corner                             | 1966           |
| Trogia aurantiphylla     | Corner                             | 1991           |
| Trogia benghalensis      | K. Acharya & A.K. Dutta            | 2017           |
| Trogia borneoensis       | Lloyd                              | 1922           |
| Trogia brevipes          | Corner                             | 1991           |
| Trogia buccinalis        | (Mont.) Pat.                       | 1900           |
| Trogia calyculus         | Corner                             | 1966           |
| Trogia cantharelloides   | (Mont.) Pat.                       | 1900           |
| Trogia carminea          | Corner                             | 1991           |
| Trogia caryotae          | Pat.                               | 1917           |
| Trogia ceraceomollis     | Corner                             | 1966           |
| Trogia cervina           | Corner                             | 1966           |
| Trogia cinerea           | Pat.                               | 1902           |
| Trogia crinipelliformis  | Corner                             | 1996           |
| Trogia cyanea            | Corner                             | 1966           |
| Trogia delicata          | Corner                             | 1991           |
| Trogia diminutiva        | Corner                             | 1991           |
| Trogia exigua            | Corner                             | 1991           |
| Trogia fuliginea         | Corner                             | 1966           |
| Trogia fulvochracea      | Corner                             | 1966           |
| Trogia furcata           | Corner                             | 1966           |
| Trogia fuscoalba         | Corner                             | 1991           |
| Trogia fuscolutea        | Corner                             | 1991           |
| Trogia fuscomellea       | Corner                             | 1966           |
| Trogia ghesquierei       | Beeli                              | 1930           |
| Trogia grisea            | (Berk.) Pat.                       | 1900           |
| Trogia hispidula         | Corner                             | 1966           |
| Trogia holochlora        | (Berk. & Broome) Corner            | 1966           |
| Trogia icterina          | (Singer) Corner                    | 1966           |
| Trogia impartita         | Corner                             | 1966           |
| Trogia inaequalis        | (Berk. & Broome) Corner            | 1966           |
| Trogia lilaceogrisea     | Corner                             | 1966           |
| Trogia limonosporoides   | Corner                             | 1991           |
| Trogia macra             | Corner                             | 1991           |
| Trogia mammillata        | Corner                             | 1991           |
| Trogia mellea            | Corner                             | 1966           |
| Trogia mycenoides        | Corner                             | 1966           |
| Trogia nigrescens        | Corner                             | 1991           |
| Trogia nitrosa           | Corner                             | 1991           |
| Trogia ochrophylla       | Corner                             | 1966           |
| Trogia octava            | Corner                             | 1991           |
| Trogia odorata           | Corner                             | 1991           |
| Trogia omphalinoides     | Corner                             | 1991           |
| Trogia pallida           | Corner                             | 1991           |
| Trogia papillata         | Corner                             | 1966           |
| Trogia papyracea         | (Berk. & M.A. Curtis) Corner       | 1966           |
| Trogia pleurotoides      | Corner                             | 1966           |
| Trogia polyadelpha       | Corner                             | 1991           |
| Trogia primulina         | Corner                             | 1966           |
| Trogia rabida            | (Berk. & Broome) Corner            | 1966           |
| Trogia raphanolens       | Corner                             | 1991           |
| Trogia revoluta          | Corner                             | 1991           |
| Trogia rivulosa          | Corner                             | 1966           |
| Trogia rosea             | Corner                             | 1991           |
| Trogia seriflua          | Corner                             | 1991           |
| Trogia silvae-araucariae | de Meijer                          | 2009           |
| Trogia silvestris        | (Holterm.) Corner                  | 1966           |
| Trogia straminea         | Corner                             | 1966           |
| Trogia subdistans        | Corner                             | 1966           |
| Trogia subgelatinosa     | Corner                             | 1966           |
| Trogia subglobospora     | Corner                             | 1966           |
| Trogia sublateralis      | Corner                             | 1991           |
| Trogia subrufescens      | Corner                             | 1966           |
| Trogia subtomentosa      | Corner                             | 1991           |
| Trogia subtranslucens    | Corner                             | 1991           |
| Trogia subviridis        | Corner                             | 1966           |
| Trogia tenax             | Corner                             | 1991           |
| Trogia tricholomatoides  | Corner                             | 1991           |
| Trogia umbonata          | Rick                               | 1961           |
| Trogia umbrinoalba       | Corner                             | 1966           |
| Trogia venenata          | Zhu L. Yang, Yan C. Li & L.P. Tang | 2012           |
| Trogia violaceogrisea    | (Henn.) Pat.                       | 1914           |